# Heidi (opòssum)
Heidi (Carolina del Nord, vers el maig del 2008 – Leipzig, 28 de setembre del 2011) fou un opòssum de Virgínia (Didelphis virginiana) femella que patia un estrabisme molt evident. Visqué al zoològic de Leipzig entre el maig del 2010 i el setembre del 2011 i es convertí en un fenomen mediàtic mundial.
Inicialment no fou exhibida públicament al parc, però es donà a conèixer quan, el desembre del 2010, una fotografia seva es publicà com a part d'un reportatge al diari alemany Bild, que és el de més tiratge a Europa. Ràpidament causà sensació a Alemanya i després la seva fama s'estengué a altres països del món. Algunes imatges seves han estat publicades a Internet i visitades multitudinàriament: per exemple, Stefan Langner li dedicà una cançó que ha estat àmpliament descarregada des de YouTube, molts altres vídeos seus en aquest lloc tenen centenars de milers de visites i té desenes de milers de seguidors a les xarxes socials.
Heidi era originària dels Estats Units, on havia estat abandonada. Quan el zoo alemany la recollí, patia sobrepès i estrabisme. Aquest darrer era «només un problema estètic», segons els seus cuidadors, car aquestes bèsties nocturnes es guien per l'olfacte. Tanmateix, lluny de ser un defecte, l'estètica resultant generà simpatia i popularitat entre els humans. Al zoo la posaren a dieta perquè s'aprimés. Passà a exposició el juliol del 2011. Tanmateix, els seus problemes d'artritis empitjoraren fins a deixar-la gairebé totalment incapacitada. El 28 de setembre del mateix any, després de diversos intents de curar-la, els seus cuidadors decidiren sacrificar-la.